# Comité des Forêts
Le Comité des Forêts, fondé en 1912 est un syndicat français.
Il regroupe des propriétaires forestiers de France, et est membre de la Fédération nationale des syndicats de propriétaires forestiers privés.
C'est le plus vieux des Syndicats de Propriétaires Forestiers de France ; le plus ancien organisme national de défense et d’aide à la profession.

## Histoire
Il a été fondé en 1912, par le marquis de Nicolaÿ et René Roulleau de La Roussière, conservateur des Eaux et Forêts, avec l'objectif de défendre les intérêts de la forêt privée française avec l’aide d’autres propriétaires.
Les problèmes de cette époque étaient le développement de la production forestière, la crise de certains marchés, la crainte de la part d'une partie des propriétaires privés d'une main mise de l'État sur les forêts et une fiscalité grandissante, jugée par les propriétaires inadaptée aux spécificités de la sylviculture (ces événements ont motivé la création du Comité des Forêts).
Au cours du XXe siècle, ce Comité est devenu l'un des maillons importants de l’organisation de la forêt privée. Il est situé à mi-chemin entre les coopératives forestières et les cabinets d’experts.
Le Comité des Forêts a fortement contribué au renouvellement des idées visant à adapter la gestion forestière aux contingences économiques du XXe siècle (mécanisation, concentration des scieries, sylviculture dynamique), intégration de concepts venant du monde de la protection de la nature et des paysages.
Ses experts ont participé à la création d’associations telles que Prosilva et  l’Association Futaie Irrégulière (AFI).

## Partenaires
Le comité des forêts s’associe à plusieurs partenaires pour une plus grande compétence :
- le CNIEFEB (Compagnie Nationale des Ingénieurs, experts Forestiers et des Experts en Bois) qui est un organisme représentatif de la profession d’expert forestier dont les représentants siègent à la Commission Nationale d’Agrément ;
- la Fédération des Forestiers Privés, un partenaire syndical ;
- le partenaire Forêt Patrimoine[3] pour l’achat et la vente de forêt même si un expert forestier peut réaliser des transactions seul ;
- on peut rajouter des associations comme AFI (Association Futaie Irrégulière[4]) dont le but est de promouvoir la gestion des peuplements en futaies irrégulières, et aussi Prosilva, association de forestiers réunis pour promouvoir une sylviculture respectueuse des équilibres naturels. Le Comité des Forêts se joint aussi à des partenaires techniques comme le bureau d'études EACM (Environnement Aménagement Carrières Matériaux[5]) qui élaborent  des dossiers de demande d’autorisation d’exploitation dans des zones classées pour la protection de l’environnement et réalisent des diagnostics des sols et des travaux de dépollution. Sont concernés aussi, l’Office du Génie Écologique[6] qui répond aux besoins environnementaux des entreprises privées et enfin Silvavenir[7], spécialiste des inventaires statistiques et des arbres en ville.

## Assurance
Comme la plupart des syndicats de propriétaires, le Comité des Forêts propose une assurance responsabilité civile collective. une telle assurance est conseillée, car tout propriétaire est responsable des accidents causés par sa forêt même si elle n’est pas ouverte au public.

## Direction
Aujourd'hui Francois Touber assure la présidence. Les deux vice président sont Laetitia Suchet d'Albuferat et Axel Oddo.
Auparavant Francois Bacot était président, toujours accompagné des deux mêmes vice présidents.

## Activités
Le Comité des Forêts a trois domaines d'activité.

### Gestion sylvicole et patrimoniale
- Martelage, estimation et commercialisation des coupes.
- Réalisation de plans simples de gestion ou d’aménagement des forêts.
- Défense du propriétaire en cas d’expropriation ou de dommages.
- Estimation – succession.
- Acteur de la négociation des forêts par l’agence Forêt Patrimoine.

Le Comité des Forêts a passé une convention avec une dizaine d'experts pour assurer la gestion des forêts de ses adhérents.
Bien qu'impliquée dans les associations Prosilva et  l’Association Futaie Irrégulière, toutes les forêts suivies par le Comité des Forêts ne sont pas traitées en « peuplements irréguliers ».

### Informations opérationnelles
- Cours des bois et marchés spécifiques.
- Questions juridiques et fiscales.
- Assurances des bois et forêts.

### Modules de formation
- Voyage annuel : voyage d’étude, de découverte et  de formation pour les adhérents du Comité des Forêt, encadré par des experts du Comité de Forêt, qui animent les discussions. Ces voyages ont lieu alternativement en France et à l’étranger. Le directeur technique de la tournée forestière est toujours un Ingénieur Général du GREF. Cette année le voyage du Comité s’est déroulé dans la région Poitou-Charentes.
- Comité des baliveaux visant à familiariser les participants avec les problèmes sylvicoles en leur faisant étudier des cas concrets.
- Comité des Praticiens : pour les praticiens, salariés ou indépendants, diplômés ou non, qui interviennent au sein des forêts du Comité des Forêts, ce dernier organise périodiquement des réunions en vue d’échanger points de vue et tours de main.
- Noyau dur regroupant des spécialistes en vue de réfléchir sur des thèmes de politique générale. Par exemple les sujets abordés ces dernières années ont été le marché du bois, le salariat en forêt, le prix du chêne, le courtage des bois, la loi sur l’eau, la cogénération, etc.